# Эдвардс, Райан
Райан Марк Эдвардс (англ. Ryan Marc Edwards; род. 17 ноября 1993, Сингапур) — австралийский футболист, полузащитник клуба «Аморебьета».

## Клубная карьера
Эдвардс — воспитанник Академии спорта Австралии и английского клуба «Рединг». В 2013 году игрок на правах аренды вернулся на родину в «Перт Глори». 13 октября в матче против «Аделаида Юнайтед» он дебютировал в А-Лиге. По окончании аренды Райан вернулся в «Рединг». 9 августа 2014 года в матче против «Уиган Атлетик» он дебютировал в Чемпионшипе. В 2015 году Эдвардс перешёл в шотландский «Партик Тисл». 3 октября в матче против «Данди Юнайтед» он дебютировал в шотландской Премьер-лиге. 19 марта 2016 года в поединке против «Гамильтон Академикал» Райан забил свой первый гол за «Партик Тисл».
Летом 2018 года Эдвардс перешёл в «Харт оф Мидлотиан» и сразу же был отдан в аренду в «Сент-Миррен». 14 сентября в матче против «Селтика» он дебютировал за новую команду. По окончании аренды Райан вернулся в «Харт оф Мидлотиан». 28 апреля 2019 года в матче против «Хиберниана» он дебютировал за новую команду.
летом 2019 года Эдвардс перешёл в «Бертон Альбион». 3 августа в матче против «Ипсвич Таун» он дебютировал в Первой лиге Англии. 31 августа в поединке против «Бристоль Роверс» Райан забил свой первый гол за «Бертон Альбион». Летом 2021 года Эдвардс подписал контракт с южнокорейским «Пусан Ай Парк». 11 июля в матче против «Чоннам Дрэгонз» он дебютировал во Второй K-Лиге. В 2023 году Эдвардс перешёл в испанский «Аморебьета». 19 марта в матче против «Корнельи» он дебютировал в Первом дивизионе Испании. По итогам сезона игрок помог клубу выйти в более высокий дивизион. 11 августа в матче против «Леванте» он дебютировал в Сегунде. 17 сентября в поединке против «Мирандес» Райан сделал «дубль», забив свои первые голы за «Аморебьету».

## Международная карьера
В 2013 году в составе молодёжной сборной Австралии Ирвин принял участие в молодёжном Чемпионате мира в Турции. На турнире он был запасным и на поле не вышел.